# The Best (Krisma)
The Best, pubblicato anche come Il meglio, è l'ottavo album in studio del duo musicale italiano Krisma, pubblicato nel 2001.

## Descrizione
Nei primi anni duemila i Krisma, notato il rinnovato interesse nei loro confronti da parte dei media e soprattutto grazie a Internet, riprendono al suonare dal vivo tenendo una serie di concerti. A seguito di ciò decidono di registrare nuove versioni del loro repertorio, i medesimi brani che compongono la scaletta dei loro concerti. L'album raccoglie infatti brani dei Krisma tratti dai loro album e singoli dal 1977 al 1989. I pezzi sono stati registrati tra ottobre e novembre 2000 all'Ariastudio in nuove versioni arrangiate da Valeriano Chiaravalle, avvalendosi del software ReBirth, emulatore di strumentazione Roland, già utilizzato per il singolo Kara.
Il disco è stato pubblicato nel 2001 dall'etichetta discografica D.V. More Record in formato CD e musicassetta. La musicassetta presenta un ordine di tracce differente rispetto al CD. Alcune edizioni sono state distribuite con il titolo The Best, mentre altre con il titolo Il meglio.

## Tracce
CD
1. Lola – 2:56 (Julie Scott, Maurizio Arcieri)
2. C.Rock – 5:31 (Maurizio Arcieri, Niko Pathanassiou)
3. Mandoia – 4:06 (Maurizio Arcieri, Niko Pathanassiou)
4. Calling – 4:52 (Julie Scott, Maurizio Arcieri)
5. Aurora B. – 4:46 (Julie Scott, Maurizio Arcieri)
6. Gott Gott Electron – 3:45 (Julie Scott, Maurizio Arcieri)
7. Lover – 3:23 (Julie Scott, Maurizio Arcieri)
8. Many Kisses (Tirana Love Lunch) – 3:34 (Maurizio Arcieri, Peter Sibley)
9. Cathode Mamma – 3:32 (Maurizio Arcieri, Peter Sibley)
10. Rien Ne Va Plus – 3:25 (Maurizio Arcieri, Peter Sibley)
11. Miami – 6:26 (Krisma)
12. Melonarpo – 5:46 (Krisma)
13. Water – 5:00 (Krisma)
14. Skyline – 3:45 (Krisma)
15. Igloo Architecture – 3:42 (Krisma)
16. Be-Bop – 3:50 (Krisma)

Durata totale: 68:19
MC
1. Lola – 2:56 (Julie Scott, Maurizio Arcieri)
2. C.Rock – 5:31 (Maurizio Arcieri, Niko Pathanassiou)
3. Mandoia – 4:06 (Maurizio Arcieri, Niko Pathanassiou)
4. Calling – 4:52 (Julie Scott, Maurizio Arcieri)
5. Gott Gott Electron – 3:45 (Julie Scott, Maurizio Arcieri)
6. Lover – 3:23 (Julie Scott, Maurizio Arcieri)
7. Many Kisses (Tirana Love Lunch) – 3:34 (Maurizio Arcieri, Peter Sibley)
8. Miami – 6:26 (Krisma)
9. Aurora B. – 4:46 (Julie Scott, Maurizio Arcieri)
10. Cathode Mamma – 3:32 (Maurizio Arcieri, Peter Sibley)
11. Rien Ne Va Plus – 3:25 (Maurizio Arcieri, Peter Sibley)
12. Melonarpo – 5:46 (Krisma)
13. Water – 5:00 (Krisma)
14. Skyline – 3:45 (Krisma)
15. Igloo Architecture – 3:42 (Krisma)
16. Be-Bop – 3:50 (Krisma)

Durata totale: 68:19

## Formazione
- Christina Moser - voce
- Maurizio Arcieri - voce
- Gigi Cappellotto - basso
- Fulvio Fiore - cori, timbales
- Diego Corradin - batteria
- Gianluca Martino - chitarra acustica, chitarra elettrica
- Alessandro Boriani - tastiere, fortepiano
- Livio Boccioni - sintetizzatore, programmazione

### Personale tecnico
- Valeriano Chiaravalle - arrangiamenti
- Livio Boccioni - missaggio

## Edizioni
- 2001 - The Best (D.V. More Record, CDDV 6505, CD, Italia)
- 2001 - The Best (D.V. More Record, MCDV 6505, MC, Italia)